# Kiwi (périodique)
Pour les articles homonymes, voir Kiwi.
Kiwi est un magazine franco-italien de bandes dessinées, publié en petit format 13/18, par les éditions Lug de septembre 1955 à décembre 2003 et parus sur 582 numéros.

## Histoire
Kiwi a publié surtout les aventures de Blek le Roc du trio italien Pietro Sartoris (it) - Dario Guzzon (it) - Giovanni Sinchetto (it) en noir et blanc, mais la revue doit son nom à un personnage de Jean Cézard, un petit oiseau malchanceux qui eut droit ensuite à une version plus luxueuse dans Kiwi Spécial Comique. Jean Frisano créa de nombreuses couvertures sur ce petit format entre 1968 et 1982.
À noter l'exceptionnelle longévité en tant que série secondaire de Lone Wolf de Luigi Grecchi et Ferdinando Fusco, mais c'est sans doute Mirko le petit Duc qui restera dans les mémoires par sa grande qualité due à la plume inspirée de Antonio de Vita. 
Kiwi reste aujourd'hui l'un des plus cotés auprès des collectionneurs[réf. nécessaire]. Sa suppression en décembre 2003 fut la conséquence de l'arrêt de la licence Bonelli chez Semic. Tous les petits formats survivants furent stoppés en même temps.

## Spécial Kiwi
- 116 numéros de décembre 1959 à août 1988, revue un peu « fourre-tout » ayant contenu des histoires de Blek, mais aussi de Zagor, Trapper John…

## Kiwi spécial comique
- 27 numéros de juin 1964 à décembre 1970, format 17 x 23,5 cm, cette revue n'avait plus rien à voir avec Blek, mettant sur le devant de la scène le héros de Cézard.